# 玉山小飛俠
玉山小飛俠（坊間又稱玉山黃色小飛俠、黃衣小飛俠）為台灣在1970年代左右開始流傳的台灣漢族民間傳說。
傳說中描述為玉山登山客所見，並被認為和「山難」有關；據說在玉山南峰叉路口看到三個戴著寬緣大斗笠，穿黃色登山斗篷雨衣（俗稱「小飛俠雨衣」）的男子站在山谷的邊緣，有些登山客會因此而不明就裡地脫隊，跟著這三個人而墜谷。也有人說這三個人會指引登山客錯誤方向。
最早的傳言是來自排雲山莊服務逾十年的前管理員胡良武先生，民國64年曾目睹門外站著三位頭帶斗笠、身穿黃色雨衣的陌生人，立即開門後卻不見人影。隨後另一名前管理員朱克禮也於某個大雨的深夜，來了約二三十位的身穿黃色雨衣的男女，當朱管理員進廚房端熱茶出來時，大廳空無一人，並且山屋的門鎖竟是鎖得好好的。接連兩起事件後，身穿黃色雨衣的小飛俠的靈異身影，開始於登山健行的山友的口耳相傳了起來。
後來亦有參加某中部登山團的一名女性，在爬山時與隊員走散，當她來到玉山南峰叉路口時，前方突然出現三名身穿黃色連篷雨衣， 頭戴寬緣大斗笠的男士， 她以為他們也是到排雲山莊, 就跟著他們後頭走，最後一位男士突然轉過身來雙手捧著一台單眼相機貼在斗笠下，像是要幫她拍照，當相機慢慢放下時她才驚覺這名男士從斗笠至雨衣衣領間沒有任何東西。
近年包括PTT MARVEL版網友，甚至新聞女主播都陸續曾表示自己也曾遇過玉山小飛俠的經歷，更為這個靈異事件添增神秘色彩。
而三名結隊身穿黃色輕便雨衣、頭戴著斗笠的形象，則成為了山友們口中稱之的玉山/黃色/黃衣小飛俠。而這些神秘的黃色怪客背後的身分，則是網路流傳的三名熱愛登山的好友相揪登玉山，但不幸在玉山遇山難而亡，自此以後，三人的冤魂就化作黃色的小飛俠形象，常常現身於玉山，見到迷路的山友就現身幫忙「指路」，只不過祂們所指的路都是通往懸崖……。
類似的傳說後來也出現在山難頻傳的奇萊山區；由於出現地點可能不限於玉山，從民間信仰的觀點，被認為是山魅。民俗學研究者認為玉山小飛俠這種舉動有冤魂捉交替的意味，不是民間經典的山魅形象。

## 相關作品
- 2025年電影《山忌 黃衣小飛俠》，導演蔡佳穎。

## 另見
- 魔神仔
- 塔達塔大
- 紅衣小女孩

## 腳註
1. ↑  林和君. . 臺北市: 學生書局. 2006. ISBN 986417763X （中文（臺灣））.
2. ↑  NOWnews今日新聞. . NOWnews今日新聞. 2019-11-05  [2025-03-08] （中文（臺灣））.
3. ↑  . Yahoo News. 2019-01-16  [2025-03-08] （中文（臺灣））.
4. ↑  ETtoday新聞雲. . ETtoday新聞雲. 2021-10-21  [2025-03-08] （中文）.
5. ↑  . 故事 StoryStudio. 2021-11-10  [2025-03-08].
6. ↑  《台灣旅遊地區靈異實錄》[1995]詠聖文化、作者：劉川裕。ISBN 9789579995221